# Cegiełka
Cegiełka (słow. Cigeľka; ukr. Цігелька, Cihelka; romski (vlax) Cigeľka) – wieś i gmina (obec) na Słowacji w kraju preszowskim, powiat Bardejów, przy granicy z Polską.

## Położenie
Cegiełka położona jest w historycznym regionie Szarysz, niespełna 2 km od granicy państwowej słowacko-polskiej. Leży w niewielkiej, śródgórskiej kotlinie, jaką wytworzył potok Oľchovec oraz jego spływające koncentrycznie dopływy. Od pn. i wsch. otacza ją główny grzbiet Karpat, od zach. wysoki wał Lackowej i Siwej Skały, zaś od pd. potężny masyw Busova. Tereny wsi leżą na wysokości  480–1002 m n. p. m., sięgając po szczyt Busova.

## Historia
Pierwsza pisemna wzmianka o miejscowości pochodzi z 1414 roku, kiedy występowała jako Checleuagasa. Później nosiła nazwy Czygloka (1492), Czigelka (1618), Cigolka (1920), Cigelka (1927). W języku węgierskim występowała jako Cigelka lub Czigolka. Należała do feudalnego "państwa" z siedzibą na zamku Makowica. Mieszkańcy zajmowali się głównie pasterstwem i pracą w lasach. W roku 1787 było we wsi 69 domów z 409 mieszkańcami, a w roku 1828 82 domy i 598 mieszkańców. Od połowy XIX w. wzmożona emigracja, zwłaszcza do USA i Kanady. W końcu XIX w. miała tu swoje majątki rodzina Erdődych. W 1947 r. część ludności łemkowskiej wyjechała do Związku Radzieckiego.
W 1938 r. do Polski przyłączono niewielkie skrawki terytorium w okolicach rzeki Cygiełki (pas na południe od linii łączącej szczyty Lackowa, Ostry Wierch oraz Jawor w okolicach Wysowej-Zdroju) na pograniczu Szarysza i Beskidu Niskiego.
W 1957 r. we wsi powstało państwowe gospodarstwo rolne (słow. Štátny Majetok). Obecnie większość mieszkańców pracuje w Bardejowie, Preszowie, a nawet w Koszycach.

## Religia
Mieszkańcy są wyznania greckokatolickiego, należą do eparchii preszowskej. Parafia w Cegiełce do około 1998, później w parafii Kurov, od około 2008 w parafii Petrová. W Cegiełce znajduje się cerkiew świętych Kosmy i Damiana wzniesiona w 1816 roku.

## Uzdrowisko
Na terenie wsi istnieje szereg większych i mniejszych źródeł mineralnych, których lecznicze właściwości stwierdzono już w XVIII w. Są to szczawy alkaliczne, wodorowęglanowe, chlorkowo-sodowe i jodkowe. Charakteryzują się znaczną mineralizacją, sięgającą 29 284 mg/l. Były one stosowane w schorzeniach układu trawienia, przemiany materii, chorób żylnych, górnych dróg oddechowych i in. W ciągu XIX w. powstało tu niewielkie uzdrowisko, które jednak zostało w znacznej części zniszczone w początkowym okresie I wojny światowej. Zanikło ono krótko po II wojnie światowej, choć jeszcze w 1946 r. Cegiełka widniała w czechosłowackim wykazie uzdrowisk. Obecnie z dwóch ujęć czerpie się wodę, która następnie jest butelkowana jako "Cigeľska" i dostępna w sklepach nawet w Australii.

## Osoby związane z Cegiełką
- Pavol Peter Gojdič OSBM – biskup preszowski obrządku bizantyjsko-słowackiego i męczennik słowacki

## Przejście graniczne
W miejscowości do 21 grudnia 2007 znajdowało się turystyczne przejście graniczne ze Słowacją.

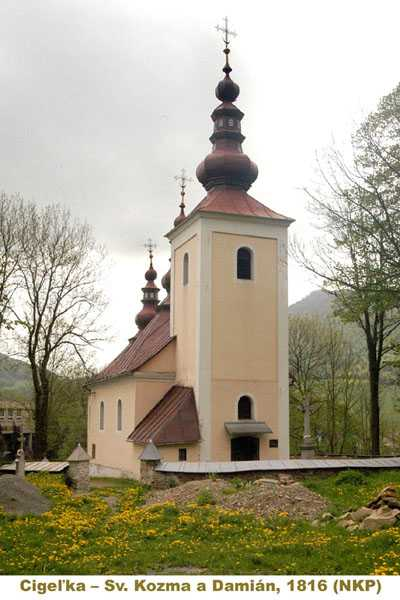
Cerkiew świętych Kosmy i Damiana w Cegiełce
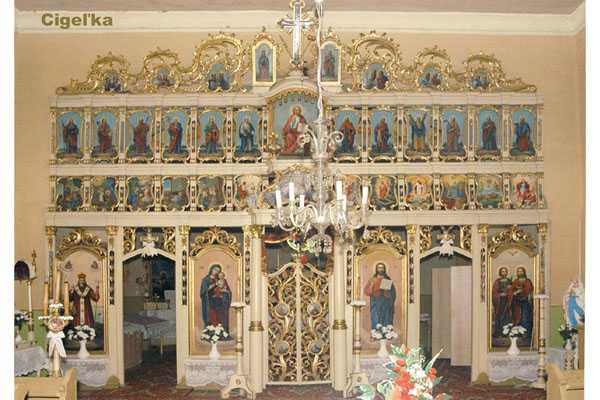
Ikonostas cerkwi świętych Kosmy i Damiana w Cegiełce
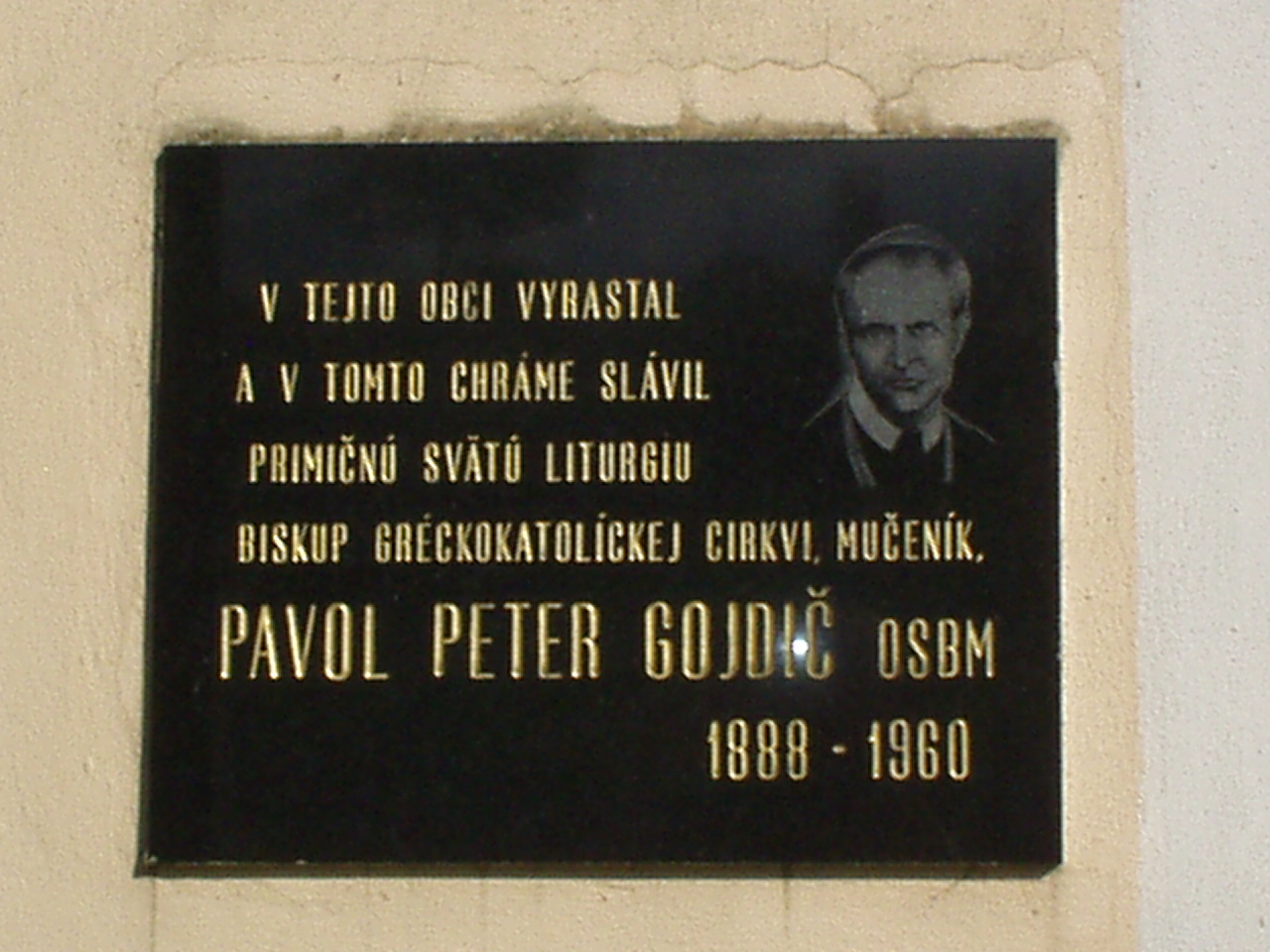
Tablica pamięci na murze cerkwi świętych Kosmy i Damiana
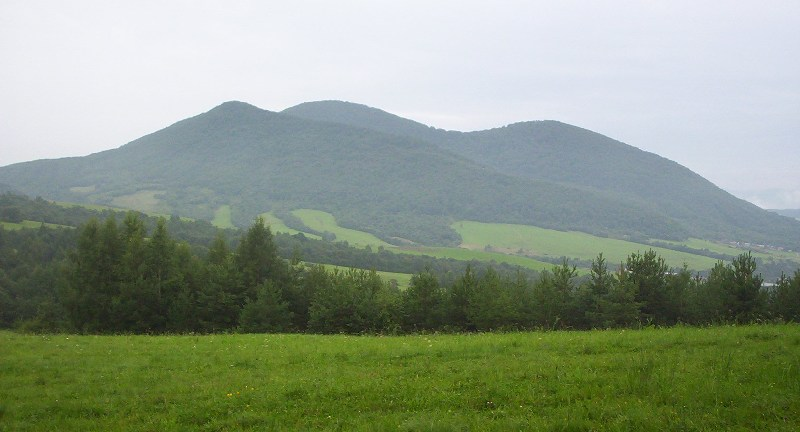
Szczyt Busov nad Cegiełką